# Otto Suhr
Otto Suhr (17 de agosto de 1894 - 30 de agosto de 1957) fue un político alemán miembro del Partido Socialdemócrata de Alemania (SPD). Sirvió como Alcalde de Berlín Oeste desde 1955 hasta su muerte.

## Biografía
Nació en 1894 en Oldenburg y se fue con su familia a Osnabrück cuando tenía nueve años; cuatro años más tarde, la familia se fue a Leipzig, donde Suhr estudió economía, historia y ciencia editorial en la universidad. Sus estudios fueron interrumpidos por su servicio en el ejército alemán durante la Primera Guerra Mundial. Suhr se unió al SPD y desde 1922 trabajó como secretario en la asociación de sindicatos Allgemeiner Deutscher Gewerkschaftsbund en Kassel. Fue miembro del comité ejecutivo local del SPD bajo la dirección de Philipp Scheidemann. Recibió su doctorado en 1923 y desde 1925 enseñó economía en la Universidad de Jena. En 1926 se unió a la junta directiva de la Allgemeiner freier Angestelltenbund (Federación General Libre de Empleados) en Berlín, que tuvo que disolverse tras la toma del poder por Adolf Hitler en 1933 y en el proceso sucesivo de la Gleichschaltung. Desde 1935 Suhr trabajó como periodista en el Frankfurter Zeitung y otros periódicos. Permaneció en contacto con miembros socialdemócratas de la resistencia alemana como Adolf Grimme y tuvo que enfrentar varios interrogatorios por parte de la Gestapo.
Después de la Segunda Guerra Mundial jugó un papel vital en la reorganización del SPD en Berlín, sirviendo como presidente de la asociación estatal del partido. Desde 1946 Suhr fue presidente de la Asamblea de la ciudad de Berlín (la Stadtverordnetenversammlung), y desde 1951 hasta 1954 también de su sucesor, la Abgeordnetenhaus de Berlín. Tuvo que hacer frente a la Fusión del KPD y del SPD en la zona de ocupación soviética y Berlín Este, al Bloqueo de Berlín y a la división final de la ciudad, cuando la asamblea se vio obligada a mudarse al Rathaus Schöneberg en el sector estadounidense.
En 1948/49 Suhr formó parte de la convención Herrenchiemsee y del Parlamentarischer Rat (consejo parlamentario) responsable de la redacción de la Ley Fundamental para la República Federal de Alemania. Fue elegido diputado al Bundestag y renunció a su escaño en 1952. Suhr fue profesor honorario en la Universidad Libre de Berlín (FU) y restableció la academia privada Deutsche Hochschule für Politik, uno de los más importantes institutos de ciencias políticas en Alemania, institución que dirigió entre 1948 y 1955. En 1958 se integró a la FU.
En las elecciones de Berlín Oeste de diciembre de 1954, el gobierno de coalición de la Unión Demócrata Cristiana (CDU) y el Partido Democrático Libre (FDP) bajo el Alcalde Walther Schreiber perdió su mayoría, alcanzando el SPD una mayoría absoluta en la Abgeordnetenhaus. Sin embargo, Suhr decidió formar una coalición con la CDU y fue elegido Regierender Bürgermeister el 11 de enero de 1955. 
Falleció el 30 de agosto de 1957 víctima de leucemia, y fue sucedido como alcalde berlinés por Willy Brandt.